# Balogh László (festő, 1930–2023)
Balogh László (Szentendre, 1930. január 12. – 2023. június 11.) magyar festő, grafikus.

## Életpályája
Szülei: Balogh József és Tompa Márta voltak. 1949–1951 között a Magyar Acélárugyárban volt segédmunkás. 1951–1957 között a Képzőművészeti Főiskola hallgatója volt, ahol Barcsay Jenő és Konecsni György oktatta. 1956-tól kiállító művész. 1957-től tagja a Művészeti Alapnak és a Fiatal Művészek Stúdiójának. 1958–1965 között a szentendrei művésztelep tagja volt. 1962-ben Olaszországban volt tanulmányúton. 1965-től a Magyar Képző- és Iparművészek Szövetségének tagja. 1966-ban Lengyelországban, 1969-ben pedig Romániában volt tanulmányi úton. 1970-ben Jugoszláviában tanulmányutat tett. 1981-ben a Szentendrei Grafikai Műhely alapító tagja volt. 2004-ben portréfilm készült róla.
Festészeti munkái mellett könyvborítókat, plakátokat, településcímereket készített. A sokféle törvényt feltáró szentendrei piktúra képviselője; művein szilárd, racionális módon idézi fel anyagi és szellemi környezetét. Sokoldalúan felkészült grafikus, a színellentétek dinamikus kihasználója.
A legközvetlenebb Barcsay-tanítványok egyike. Korai munkái még erősen kötődnek a szentendrei városképhez. A hetvenes-nyolcvanas években már a színek és a színrelációk, a formák egyensúlya, ütköztetése, horizontális, vertikális mozgások, közelítő és távolodó motívumok harmóniája vagy diszharmóniája érdekli, azaz tiszta festői problémák foglalkoztatják. Sűrűn szerepel vásznain a bábuvá redukált emberi alak, amely formailag erősen különbözik a Barcsay- vagy Deim-féle idol- vagy baluszterszerű figuráktól. Piktúrája a kezdetektől napjainkig a konstruktivista tradícióra támaszkodik, amennyiben a kompozíciós fegyelem, a rend kitüntetetten fontos számára, ám témaválasztása gyakorta tartalmaz poétikus mozzanatokat (Siratók, Golgota, Árnyak). Grafikusi munkássága is jelentős, számos könyvborítót, plakátot tervezett. A kilencvenes években több tucatnyi település címerét készítette el. (Hann Ferenc)

## Magánélete
1969-ben házasságot kötött Balázs Judittal. Egy lányuk született: Anna (1979).

## Kiállításai

### Egyéni
- 1964 Budapest
- 1967, 1975, 1982, 1990, 1998 Szentendre
- 1972 Rákosliget
- 1973 Esztergom
- 1986 Százhalombatta

### Válogatott, csoportos
- 1961 Moszkva
- 1963 Párizs, Bukarest
- 1978 Berlin
- 1979 Potsdam
- 1981 Bécs
- 1983 Ankara, Isztambul, Athén
- 1984 Madrid
- 1988 Helsinki
- 1990 Amszterdam
- 1993 Los Angeles, Washington
- 1995 Párizs

## Művei
- Sikátor (1960)
- Golgota (1980)
- Mozaik (1986)
- Játékos formák (1994)
- Érintés (1994)
- Ünneplők (2007)

## Kötetei
- Balogh László. Beszélgetés a művésszel; riporter Hann Ferenc; Interart, Budapest, 1990
- A formák költészete; Pauker Holding Kft., Budapest, 2019 (Pauker collection)

## Díjai
- a Dunakanyar Nyári Tárlat díja (1980)
- Pro urbe Szentendre (1982)
- a Mozaikpályázat I. díja (1985)
- a Szentendrei Grafikai Műhely nívódíja (1986, 1989)
- Magyar Arany Érdemkereszt (1994)
- Szentendre díszpolgára (1995)
- Pest Megye Művészetéért díj (1997)
- Neufeld Anna-díj (1998)
- a Szekszárdi Országos Festészeti Kiállítás díja (2002)
- a MAOE alkotói nagydíja (2005)
- Munkácsy Mihály-díj (2006)
- A Magyar Érdemrend lovagkeresztje (2013)[5]